# Nyctimystes granti
Espèce
Synonymes
- Nyctimantis granti Boulenger, 1914
- Litoria granti (Boulenger, 1914)

Statut de conservation UICN

 DD  : Données insuffisantes
Nyctimystes granti est une espèce d'amphibiens de la famille des Pelodryadidae.

## Répartition
Cette espèce est endémique de Nouvelle-Guinée. Elle se rencontre dans le bassin de la rivière Utakwa dans la province de Papouasie en Indonésie et dans le haut du bassin du fleuve Fly en Papouasie-Nouvelle-Guinée.

## Description
La femelle holotype mesure 100 mm.

## Étymologie
Cette espèce est nommée en l'honneur de William Robert Ogilvie-Grant.

## Publication originale
- Boulenger, 1914 : An annotated list of the batrachians and reptiles collected by the British Ornithologists Union Expedition and the Wollaston Expedition in Dutch New Guinea. Transactions of the Zoological Society of London, vol. 20, no 5, p. 247-275 (texte intégral).